# Die Tigerin
The Tigress is een Duitstalige misdaadfilm die in 1992 uitgebracht is.

## Verhaal
In het Berlijn van de roerige jaren '20 heeft de wonderschone Pauline niet genoeg aan slechts één man. Op een dag ontmoet de ze Russische Amerikaan Andrei. Met Andrei beleeft ze twee stomende nachten, in plaats van de gebruikelijke een. Ex-minnaar en gangster Harry is hier allerminst blij mee en barst in woede uit. Om aan Harry zijn toorn te ontsnappen vluchten de tortelduifjes naar Karlsbad. Daar komt Pauline erachter dat ook Andrei geen zuivere koffie is...

## Rolverdeling
| Acteur            | Personage               |
| ----------------- | ----------------------- |
| James Remar       | Andrei                  |
| Valentina Vargas  | Pauline                 |
| Goetz Hellriegel  | Max                     |
| Hannes Jaenicke   | Harry                   |
| George Peppard    | Sid Slaughter           |
| Michael Basden    | Louis Lumier            |
| Andreas Grothusen | Egon                    |
| Christian Goebel  | Rudi                    |
| Gerhard Boes      | Fritz (als Gerhard Bös) |
| Belinda Mayne     | Elsy                    |
| Morris Perry      | Walker                  |
| Arne Nannestad    | Pat Cooper              |

## Trivia
- Dit is de laatste speelfilm van George Peppard.
- De film werd opgenomen in Berlijn.
- In Duitssprekende landen is de film bekend als Die Tigerin.